# (17712) Pèrewilliam
(17712) Pèrewilliam, désignation internationale (17712) Fatherwilliam, est un astéroïde de la ceinture principale.

## Description
(17712) Pèrewilliam est un astéroïde de la ceinture principale. Il fut découvert par Takeshi Urata le 19 novembre 1997 à l'observatoire de Nachikaatsura. Il présente une orbite caractérisée par un demi-grand axe de 2,268 UA, une excentricité de 0,089 et une inclinaison de 4,378° par rapport à l'écliptique.
Il fut nommé en hommage au personnage de Père William dans le roman Les Aventures d'Alice au pays des merveilles de Lewis Carroll.

## Compléments